# Александар Шустов
Александар Андрејевич Шустов (рус. Александр Андреевич Шустов; Караганда, СССР, 29. јун 1984) је руски атлетичар, чија је специјалност скок увис.

## Спортска каријера
Каријеру је започео 2005. са скоком од 2,23 м у Бердичеву, затим следеће године 2,28 м у Тули. У 2007, Александар Шустов је победио на Летњој универзијади у Бангкоку са личним рекордом 2,31 м. Био је други на руском националном првенставу у јулу 2007. четврти на Европском првенству у дворани 2009. у Торину (2,29 м), и трећи на Европском екипном првенству 2009. у Леирији где је изједначио свој лични рекорд 2,31 м.
Дана 28. маја 2010, Александар Шустов прекаче 2,33 м, на митингу у Сочију, када је поставио свој нови лични рекорд и отворио најуспешнију сезову у својој каријери. Још два пута је изједначио овај резултат. Победник је Европског екипног првенства у Бергену скоком од 2,28 метара, освојио је своју прву националну титулу у Саранску са 2,32 м. На Европском првенству у Барселони освојио је титулу европског првака испред земљака Ивана Ухова, која му је омогућила да представља Европу на Континенталном купу у Сплиту.

## Породица
Шустов је ожењен Катареном Кондратјевом - светском рекордерком у трци штафета 4 х 200 метара у дворани и европска првакиња 2006. са штафетом 4 х 100 метара. У 2010. добили су сина.